# سلطان‌آباد (ازنا)
سلطان‌آباد روستایی از توابع بخش مرکزی شهرستان ازنا در استان لرستان ایران است.

## جمعیت
این روستا در دهستان پاچه لک غربی قرار دارد و بر اساس سرشماری مرکز آمار ایران در سال۱۴۰۲، جمعیت آن هفت خانوار بوده‌است.